# Пожањи дивљи ветар
Пожањи дивљи ветар је амерички филм из 1942. који је режирао Сесил Б. Демил. То је био Демилов други филм у боји.

## Улоге
- Реј Миланд .... Стивен Толивер
- Џон Вејн.... Џек Стјуарт
- Полет Годард .... Локси Клејборн
- Рејмонд Маси .... Кинг Катлер
- Роберт Престон.... Ден Катлер
- Лин Оверман.... капетан Филпот
- Сузан Хејворд.... Друсила Алстон
- Чарлс Бикфорд.... Були Браун
- Волтер Хампден.... Cmmdre. Деверо
- Луиз Биверс....
- Марта О`Дрискол.... Ајви Деверо